# Liste der Monuments historiques in Rimbach-près-Guebwiller
Die Liste der Monuments historiques in Rimbach-près-Guebwiller führt die Monuments historiques in der französischen Gemeinde Rimbach-près-Guebwiller auf.

## Liste der Objekte
| Bezeichnung                | Beschreibung                                        | Standort                       | Kennzeichnung | Schutzstatus | Datum | Bild |
| -------------------------- | --------------------------------------------------- | ------------------------------ | ------------- | ------------ | ----- | ---- |
| Skulptur Madonna mit Kind  | Holz, farbig gefasst und vergoldet, um 1520         | in der Epiphaniaskirche (Lage) | PM68000308    | Classé       | 1976  |      |
| Skulptur Anna Selbdritt    | Holz, farbig gefasst, 17. oder 18. Jahrhundert      | in der Epiphaniaskirche (Lage) | PM68001156    | Inscrit      | 1982  |      |
| Kruzifix                   | Lindenholz, Ende des 17. Jahrhunderts               | in der Epiphaniaskirche (Lage) | PM68000309    | Classé       | 1976  |      |
| Skulptur Madonna           | Holz, farbig gefasst und vergoldet, um 1420         | in der Epiphaniaskirche (Lage) | PM68000307    | Classé       | 1976  |      |
| Skulptur Heiliger Valentin | Holz, farbig gefasst und vergoldet, 16. Jahrhundert | in der Epiphaniaskirche (Lage) | PM68000310    | Classé       | 1976  |      |